# 영취산 봉수
영취산 봉수는 대한민국 전북특별자치도 장수군 장계면 대곡리, 영취산에 있는 삼국시대의 봉수이다. 2017년 11월 17일 장수군의 향토문화유산 기념물 제2호로 지정되었다.

## 개요
영취산봉수는 백두대간 금남호남정맥의 분기점이며 금강, 섬진강, 남강 수계의 분수령을 이루는 영취산에 위치하고 있다. 영취산 정상부에서 장계분지와 장수분지를 중심으로 하여 경남 함양군 서상분지가 한눈에 조망되며, 영취산 봉수에서 남원 덕치리 봉수까지 한 갈래의 '운봉봉수'가 선상으로 이어진다. 영취산 봉수의 구조와 거화시설의 존재여부가 상세하게 파악되지 않았지만 봉수에서 장수가야 분묘유적 출토품과 상통하는 토기편이 상당량 출토되었다.